# النا موخینا
اِلِنا موکینا (به انگلیسی: Elena Mukhina) (۱ ژوئن ۱۹۶۰ – ۲۲ دسامبر ۲۰۰۶) ژیمناست اهل کشور شوروی بود.

## اوایل زندگی
اِلِنا موکینا در ۱ ژوئن ۱۹۶۰ در مسکو متولد شد. مادر وی هنگامی که النا تنها پنج سال داشت، بر اثر آتش‌سوزی‌ای که در محل کارش رخ داد درگذشت. مادربزرگ وی از ترس آنکه النا به یتیم‌خانه فرستاده شود، خود مسئولیت بزرگ کردن او را برعهده گرفت. موکینا از سنین پایین به ژیمناستیک و اسکیت روی یخ علاقه‌ داشت، به همین دلیل زمانیکه یک پیشاهنگ ورزشی از مدرسه‌اش بازدید کرد، او مشتاقانه داوطلب شد تا ژیمناستیک را امتحان کند و به باشگاه ورزشی CSKA بپیوندد.

## کارنامهٔ حرفه‌ای
در سال ۱۹۷۵، میخائیل کلیمنکو استعدادش را کشف کرد و تصمیم به همکاری با او گرفت. کلیمنکو، مربی ژیمناستیک مردان بود و شخصیتی سختگیر داشت. وی دائماً موکینا را تحت فشارهای جسمی و روانی قرار می‌داد و باعث گریه‌ی او می‌شد.
موکینا در مسابقات جهانی ۱۹۷۸ در استراسبورگ فرانسه، در یکی از بهترین اجراهای همه‌جانبه در تاریخ این مسابقات، توانست مدال طلا را کسب کند و قهرمان جهان شود. رونمایی از حرکات جدید، کنترل عالی در اجرای حرکات پیچیده، و شکست دادن رقیبان قوی‌ای مانند نادیا کومنچی، باعث محبوبیت او میان دوستداران ورزش ژیمناستیک شد.
وی در مجموع دارای ۹ مدال طلا، ۴ مدال نقره، و ۱ مدال برنز می‌باشد.

## مصدومیت
در سال ۱۹۷۹، کلیمنکو او را مجبور کرد تا یک حرکت خطرناک (توماس سالتو) که تا آن زمان توسط هیچ ژیمناست زنی اجرا نشده بود را تمرین کند. او بارها به مربی خود هشدار داد که این حرکت ممکن است باعث شکستن گردن وی شود، اما کلیمنکو نگرانی‌های او را نادیده گرفت و این حرکت را از روتین وی حذف نکرد. در همان سال، یکی از پاهای وی حین تمرین شکست. در مصاحبه‌ای موکینا اظهار کرد که او به پزشکان التماس می‌کرد تا او را زودتر از موعد از بیمارستان ترخیص نکنند و بگذارند پایش بطور کامل درمان شود، اما پزشکان برای فدراسیون ژیمناستیک کار می‌کردند و دستور داشتند که هرچه سریعتر او را به باشگاه بازگردانند. پای شکسته و کم‌خوابی ناشی از تمرینات شبانه برای کاهش وزن، باعث شدند وی دیگر سرعت و قدرت سابق را نداشته باشد. در ۳ ژوئیه ۱۹۸۰، دو هفته قبل از شروع مسابقات المپیک، موکینا هنگام تمرین حرکت توماس سالتو، گردن خود را شکست و به‌طور دائم فلج شد. بنابر اظهارات موکینا، اولین فکری که در آن لحظه به ذهنش خطور کرد این بود: «خدا را شکر، دیگر به المپیک نمی‌روم.»

## پس از مصدومیت
کلیمنکو آرزو داشت که موکینا وارد تیم ملی المپیک شود، زیرا می‌خواست از او به عنوان مربی‌ای یاد شود که توانسته یک قهرمان المپیک را تربیت کند. بلافاصله پس از آسیب‌دیدگی موکینا، کلیمنکو بدون آنکه به عیادتش برود یا حتی با او تماس بگیرد، به ایتالیا مهاجرت کرد و همانجا در تاریخ ۱۴ نوامبر ۲۰۰۷ بر اثر سرطان درگذشت.
حرکت توماس سالتو به دلیل داشتن ریسک بالای مصدومیت، سرانجام غیرمجاز اعلام شد و ژیمناست‌ها از اجرای آن منع شدند.
موکینا در سال ۱۹۸۰ فرمان نشان افتخار (Order Of The Badge Of Honor) را از سوی دولت اتحاد جماهیر شوروی دریافت کرد. وی همچنین در سال ۱۹۸۲ به عضویت فرمان المپیک (The Olympic Order) درآمد. این عضویت، بزرگ‌ترین افتخاری است که جنبش المپیک اهدا می‌کند و تنها برای اشخاصی است که خدمت ویژه‌ای به دنیای ورزش کرده باشند. وی علاوه براینکه جوانترین دریافت کننده‌ی این جایزه است، تنها شخصی هم هست که بدون شرکت در مسابقات المپیک، این جایزه را دریافت کرده است.

## مرگ
موکینا در ۲۲ دسامبر ۲۰۰۶ درگذشت. علت مرگ او، اثرات جانبی ناشی از قطعی نخاع اعلام شد.